# Poème d'amour (Boulanger)
Poème d'amour est une mélodie pour voix et piano de Nadia Boulanger composée en 1907 sur un poème d'Armand Silvestre.

## Présentation
Poème d'amour est composé en 1907. La mélodie, pour voix et piano, est écrite sur un poème d'Armand Silvestre.
L'incipit de l'œuvre est : « Je veux que mon sang goutte à goutte ».
Pour Anne de Fornel, l'ouvrage est « chargé de sensualité morbide ». La musicienne et musicologue relève que « la musique lancinante de Poème d'amour avec une pédale de ré sera reprise quasiment à l'identique dans Le Beau Navire (1910) sur un poème de Georges Delaquys ».
Le manuscrit autographe de la mélodie est conservé à la BnF (Ms. 19520). Il est daté et signé à la fin « Nadia Boulanger / 26 septembre 1907 / Gargenville ».
Longtemps inédite, la partition est publiée par Alphonse Leduc en 2020 au sein du recueil Mélodies pour voix moyenne, vol. 3 (AL 30 866).
Poème d'amour est d'une durée moyenne d'exécution de deux minutes quarante-cinq environ.
Dans le catalogue des œuvres de la compositrice établi par la musicologue Alexandra Laederich, la pièce porte le numéro NB 21.

## Discographie
- Mademoiselle - Première Audience : Unknown Music of Nadia Boulanger, Alek Shrader (ténor) et Lucy Mauro (piano), Delos DE 3496, 2 CD, 2017[4] — premier enregistrement mondial.
- Lili & Nadia Boulanger : mélodies, Cyrille Dubois (ténor) et Tristan Raës (piano), Aparté, 2020[5].
- Les heures claires : The Complete Songs : Nadia & Lili Boulanger, Lucile Richardot (mezzo-soprano) et Anne de Fornel (piano), Harmonia Mundi HMM 902356.58, 3 CD, 2023[6].